# Керамика (компания)
ОАО «Керамика» (бел. ААТ «Кераміка»; ранее — Витебский комбинат строительных материалов, бел. Віцебскі камбінат будаўнічых матэр'ялаў) — белорусское предприятие по производству стройматериалов, расположенное в Витебске. Специализируется на выпуске керамического кирпича и керамических дренажных труб.
По состоянию на начало 2010-х годов — крупнейший кирпичный завод в Республике Беларусь.

## История
Приказом Министерства промышленности стройматериалов БССР от 21 января 1950 года №11 три кирпично-черепичных завода, существовавших с XIX века, и торфозавод «Андроновичи» были объединены в Витебский комбинат строительных материалов. В 1960-е годы были введены в эксплуатацию мощности по производству керамзита и керамзитового гравия, завод дренажных труб, в конце 1980-х годов начинается модернизация производства. В 1994 и 1999 годах были закрыты цехи по производству керамзитовых изделий. В 1995 году было организовано ОАО «Керамика».

## Современное состояние
В 2011 году ОАО «Керамика» произвело 148,3 млн условных кирпичей, в том числе:
- 62 млн условных кирпичей керамических рядовых полнотелых одинарных;
- 58,2 млн условных камней керамических рядовых;
- 18,5 млн условных кирпичей керамических рядовых пустотелых утолщённых;
- 4,2 млн условных кирпичей керамических лицевых пустотелых;
- по 2,6 млн условных блоков керамических поризованных пустотелых и кирпичей керамических рядовых пустотелых одинарных.

К 2017 году в связи с изменением рыночной конъюнктуры завод продолжил выпускать только полнотелый керамический одинарный кирпич.
В 2011 году предприятие занимало 28,3% внутреннего рынка. 55,2% продукции было поставлено на экспорт в Российскую Федерацию (более половины — в Москву и Московскую область, четверть — в Смоленскую область, около 15% — в другие регионы). Предприятие занимало до 6% российского рынка в своём сегменте. Кирпич ОАО «Керамика» использовался, в частности, при строительстве мемориала 50-летия победы в Великой Отечественной войне и в храме Христа Спасителя в Москве. К 2017 году доля экспорта достигла 80% (Россия, Украина, Казахстан).
Мощность предприятия на 2002 год — 133,8 млн штук условного кирпича в год и 12,2 тыс. условных километров дренажных труб в год (по заключению НИИ стройматериалов); на 2011 год — 150 млн штук условного кирпича в год.